# Anne Søndergaard
Anne Søndergaard (* 5. Juni 1973 in Hjørring) ist eine ehemalige dänische Badmintonspielerin. 

## Karriere
Anne Søndergaard startete 1996 bei Olympia und wurde dabei 17. im Dameneinzel. Bei der Europameisterschaft des gleichen Jahres gewann sie Bronze. In den Jahren zuvor hatte sie bereits die Portugal International, die French Open, die Hungarian International, die Polish International und die Austrian International gewonnen.

## Sportliche Erfolge
| Saison    | Veranstaltung                                    | Disziplin   | Platz | Name                                 |
| --------- | ------------------------------------------------ | ----------- | ----- | ------------------------------------ |
| 1987/1988 | Dänemark: Einzelmeisterschaften der Junioren U17 | Dameneinzel | 1     | Anne Søndergaard, Vrå                |
| 1989/1990 | Dänemark: Einzelmeisterschaften der Junioren U19 | Dameneinzel | 1     | Anne Søndergaard, Triton             |
| 1990/1991 | Dänemark: Einzelmeisterschaften der Junioren U19 | Dameneinzel | 1     | Anne Søndergaard, Triton             |
| 1991      | Junioren-Europameisterschaft                     | Dameneinzel | 2     | Anne Søndergaard                     |
| 1993      | Polish International                             | Damendoppel | 1     | Anne Søndergaard / Lotte Thomsen     |
| 1993      | Austrian International                           | Damendoppel | 1     | Anne Søndergaard / Lotte Thomsen     |
| 1993      | Polish International                             | Dameneinzel | 1     | Anne Søndergaard                     |
| 1994      | Hungarian International                          | Dameneinzel | 1     | Anne Søndergaard                     |
| 1995      | French Open                                      | Mixed       | 1     | Thomas Stavngaard / Anne Søndergaard |
| 1995      | Portugal International                           | Dameneinzel | 1     | Anne Søndergaard                     |
| 1996      | Olympia                                          | Dameneinzel | 17    | Anne Søndergaard                     |
| 1996      | Europameisterschaft                              | Dameneinzel | 3     | Anne Søndergaard                     |
| 1996      | Hamburg Cup                                      | Dameneinzel | 1     | Anne Søndergaard                     |